# Julio Peguero
Julio César Peguero Santana (nacido el 7 de septiembre de 1968 en Santo Domingo Este) es un ex jardinero dominicano que jugó en la Liga Mayor de Béisbol para los Filis de  Filadelfia en 1992. Firmado por los Piratas de Pittsburgh como amateur en 1986, Peguero no vio acción en Grandes Ligas hasta el 8 de abril de 1992 cuando debutó en las mayores con los Filis. Jugó su último juego el 3 de junio de ese mismo año antes de ser enviado a Los Angeles Dodgers el 28 de julio. Peguero terminó con un promedio de .222, 2 hit, 3 carreras anotadas, recibió 3 bases por bolas, 3 ponches en 14 juegos y 9 veces al bate.